# Гущинский (Волгоградская область)
Гу́щинский — хутор в Алексеевском районе Волгоградской области России. Входит в Самолшинское сельское поселение.

## География
Хутор расположен в 11 км северо-западнее станицы Алексеевской (по дороге — 20 км), 5 км юго-западнее хутора Самолшинский.
Хутор расположен на территории охотзаказника «Усть-Бузулукский», в пойме Хопра.

## История
По состоянию на 1918 год хутор входил в Тишанский юрт Хопёрского округа Области Войска Донского.

## Население
| 2010 |
| ---- |
| 184  |

## Инфраструктура
Дорога  асфальтированная, хутор газифицирован. Есть начальная школа, медпункт, магазин.